# شوتزی بلک‌هارت
شوتزی بلک‌هارت (انگلیسی: Shotzi Blackheart؛ زادهٔ ۱۴ مارس ۱۹۹۲) کشتی‌گیر کشتی حرفه‌ای اهل ایالات متحده آمریکا است.